# Rigshovedstad
En rigshovedstad er den centrale hovedstad i en føderation, der består af flere delstater med deres egne hovedstæder.
Rigshovedstæder er f.ex. Berlin og Washington.